# Sagartiogeton ingolfi
Sagartiogeton ingolfi is een zeeanemonensoort uit de familie Sagartiidae.
Sagartiogeton ingolfi is voor het eerst wetenschappelijk beschreven door Carlgren in 1928.